# Время поста (поэма)
Время поста (англ. The Seasons for Fasting) — название, под которым известна древнеанглийская поэма религиозного содержания, посвященная календарным датам и обычаям, соблюдаемым во время постов. Она датируется серединой или концом X в.
Поэма сохранилась в рукописи Британского музея Additional 43,703. Рукопись представляет собой выполненную в 1562 году копию манускрипта Cotton Otho B.xi, который был по большей части уничтожен пожаром в 1731 году. Поэма содержит 230 строк, которые делятся на строфы по 8 строк в каждой. Деление на строфы не характерно для древнеанглийской поэзии, и «Время поста» — единственное крупное произведение, в котором оно последовательно проводится.
Основная тема поэмы — так называемые «Четыре времени» — дни поста в начале каждого времени года. Согласно поэме, пост должен был проходит на первой неделе Великого поста, в неделю после Троицына дня, в неделю перед осенним равноденствием и в неделю перед Рождеством. Автор поэмы приписывает установление этих дат святому Григорию Великому. В конце поэмы автор высказывает резкое осуждение священникам, которые после мессы отправляются в трактир, пьют вино и объедаются устрицами еще до полудня, убеждая трактирщика, что в этом нет греха. Поскольку устрицы формально — постная еда, они таким образом позволяют себе впадать в грех обжорства. Этот пассаж сопоставлялся с одной из древнеанглийских загадок (№ 77), где устрица жалуется на людей, которые пожирают её сырой.